# Ghana's Next Top Model
Ghana's Next Top Model è un programma televisivo ghanese, basato sul format americano America's Next Top Model.
Lo svolgimento è quello classico: 13 ragazze tra i 18 e i 24 anni, tutte aspiranti modelle, vengono scelte, puntata dopo puntata, vengono eliminate finché non ne rimane una che viene nominata la vincitrice.

## Edizioni
| Edizione | Data di première | Giudici                                                                                     | Vincitrice | Seconda classificata | Altre concorrenti in ordine di arrivo                                                        | Numero di concorrenti |
| -------- | ---------------- | ------------------------------------------------------------------------------------------- | ---------- | -------------------- | -------------------------------------------------------------------------------------------- | --------------------- |
| 1        | 26 agosto 2006   | Abenaa, Kofi Capito, Thyron Adusu, Ivy Boakye Danquah-Adu, Wendy Smith-Walker, Joshua Ansah | Mabel      | Caroline             | Valentina, Charlene, Sabina, Esther, Delali, Patricia, Audrey, Elizabeth, Kate, Faila, Doris | 13                    |